# Embaré (Santos)
Embaré é um conhecido bairro nobre da cidade de Santos, estado de São Paulo. Localiza-se próximo ao Boqueirão, Aparecida e Macuco, mais especificamente no quadrilátero das Avenidas Bartolomeu de Gusmão, Affonso Penna, Siqueira Campos e Almirante Cochrane. Foi fundado desde 16 de setembro de 1875. Situado em frente à praia do mesmo nome (no passado, toda a praia de Santos, da Ponta da Praia até o José Menino era chamada de Embaré). Tem uma população de 36 mil habitantes (aproximadamente).
No coração do bairro localiza-se a Basílica de Santo Antônio do Embaré, construída pelo então Barão de Embaré, Antônio Ferreira da Silva, em 1875; Embaré, nome que vem dos antigos povos indígenas tupi-guarani da região, significa "paineira", árvore comum em todo Brasil, também chamada de "barriguda", pelo seu formato característico.